# Атрансферинемија
Атрансферинемија је аутозомни рецесивни метаболички поремећај у коме постоји одсуство трансферина, плазма протеина који преноси гвожђе кроз крв. Атрансферинемију карактерише анемија и хемосидероза у срцу и јетри. Оштећења на срцу проузрокована гвожђем могу довести до затајења срца. Анемија је типично микроцитна и хипохромна (црвена крвна зрнца су абнормално мала и блиједа). Атрансферинемија је први пут описана 1961. године и изузетно је ријетка, са само десет документованих случајева у свијету.